# 다케노코족

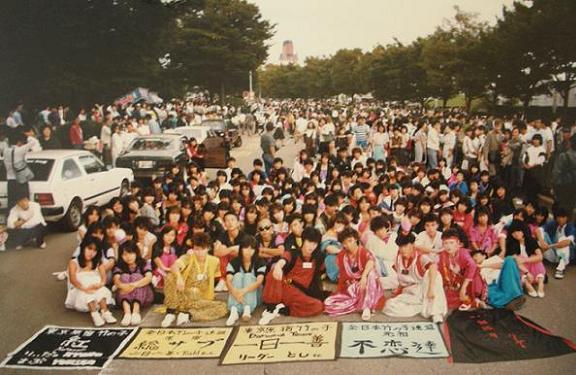
1984년 10월 14일 하라주쿠 다케노코족 단체 사진

다케노코족(일본어: 竹の子族)은 일본에서 야외에서 독특한 화려한 의상으로 디스코 사운드에 맞춰 스탭 댄스를 추는 사람들의 총칭이다.
1980년대 초반 도쿄도 하라주쿠 요요기 공원 옆에 마련된 보행자 공간에서 붐박스를 들고 거리에서 춤추고 있었다. 다케노코족의 전성기는 1980년 무렵으로, 이 당시에는 나고야시 등 지방 도시의 공원과 도쿄의 기치조지와 이케부쿠로와 같은 곳에서 다케노코족이 춤추고 있었다고 한다.
1980년 후반, 롤러 족이나, 밴드, 브레이크댄스 등 다양한 퍼포먼스 집단에 밀려 다케노코족 열풍은 수그러져 갔다.